# Paramesotriton deloustali
Paramesotriton deloustali är en groddjursart som först beskrevs av Bourret 1934.  Paramesotriton deloustali ingår i släktet Paramesotriton och familjen vattensalamandrar. IUCN kategoriserar arten globalt som sårbar. Inga underarter finns listade i Catalogue of Life.